# Kapfenberger Sportvereinigung 2014-2015

## Rosa
| N. |                       | Ruolo | Calciatore           |
| -- | --------------------- | ----- | -------------------- |
| 1  | Austria (bandiera)    | P     | Christoph Nicht      |
| 2  | Giappone (bandiera)   | D     | Toshiro Yatsuzuka    |
| 3  | Austria (bandiera)    | D     | Manfred Gollner      |
| 5  | Austria (bandiera)    | D     | Christian Bubalovic  |
| 6  | Nigeria (bandiera)    | A     | Kelvin Ebuka Nwamora |
| 7  | Austria (bandiera)    | C     | David Harrer         |
| 8  | Austria (bandiera)    | C     | Michael Vollmann     |
| 9  | Brasile (bandiera)    | A     | Ronivaldo            |
| 9  | Slovacchia (bandiera) | A     | David Poljanec       |
| 10 | Austria (bandiera)    | C     | Edin Bahtic          |
| 11 | Austria (bandiera)    | A     | Philipp Wendler      |
| 12 | Austria (bandiera)    | P     | Christian Petrovcic  |
| 13 | Austria (bandiera)    | C     | Marco Perchtold      |
| 15 | Austria (bandiera)    | C     | Mario Grgić          |

| N. |                                 | Ruolo | Calciatore            |
| -- | ------------------------------- | ----- | --------------------- |
| 16 | Austria (bandiera)              | C     | Thomas Schnittler     |
| 17 | Francia (bandiera)              | A     | Dimitry Imbongo Boele |
| 18 | Austria (bandiera)              | D     | Stefan Meusburger     |
| 19 | Corea del Sud (bandiera)        | C     | Sun-Bin Kim           |
| 20 | Austria (bandiera)              | C     | Gerald Nutz           |
| 21 | Austria (bandiera)              | C     | Markus Farnleitner    |
| 22 | Brasile (bandiera)              | A     | Jorge Elias           |
| 23 | Austria (bandiera)              | D     | Gernot Suppan         |
| 24 | Austria (bandiera)              | A     | David Witteveen       |
| 26 | Bosnia ed Erzegovina (bandiera) | P     | Aldin Malagic         |
| 29 | Austria (bandiera)              | D     | Philipp Hütter        |
| 30 | Austria (bandiera)              | D     | Daniel Grubesic       |
| 32 | Austria (bandiera)              | C     | Andreas Lasnik        |
| 36 | Austria (bandiera)              | P     | Patrick Aschenbrenner |